# Castellorizon
„Castellorizon“ je zcela instrumentální skladba, napsaná Davidem Gilmourem, CBE, členem slavné britské progresivně rockové skupiny Pink Floyd. Je úvodní skladbou Gilmourova sólového alba On an Island. Námět na píseň a její název pochází z názvu řeckého ostrova Kastelorizo, kde Gilmour tou dobou pobýval.

## Kompozice
Skladbu zahajuje, na první poslech poměrně chaotická změť zvuků (parník), doprovázená smyčcovým orchestrem. Následuje mistrně provedené kytarové sólo, později též doprovozené smyčci. Poté skladba přechází do následující písně „On an Island“.

## Ocenění
Skladba byla dvakrát nominována na Cenu Grammy v kategorii „Best instrumental rock performance“ (nejlepší instrumentální rockové vystoupení), a to na 49. ceremonii (2007) a 51. ceremonii (2009), tehdy za vystoupení v polském Gdaňsku.